# Акимушкін Ігор Іванович
Ігор Іванович Акимушкін (рос. Игорь Иванович Акимушкин; 1 травня 1929, Москва — 1 січня 1993, Москва) — радянський письменник та науковець-біолог, популяризатор зоології, етології та охорони природи, автор науково-популярних книг про життя тварин, сценаріїв до науково-популярних фільмів.

## Життєпис
Ігор Акимушкін народився 1 травня 1929 року в Москві в родині звичайного інженера. У 1937 році пішов до школи. Саме в цей час у нього виник жвавий інтерес до природи й науки, що досліджує її. Відвідував гурток юних біологів при Московському зоопарку. Дуже добре вчився в школі, яку закінчив з відзнакою в 1947 році. Вступив до Московського державного університету імені Ломоносова на біолого-ґрунтознавчий факультет, який закінчив у 1952 році.
Після навчання був направлений на роботу в Інститут океанології АН СРСР. Захистив кандидатську дисертацію, присвячену восьминогам, що мешкають в Тихому океані.
У 1963 році Акимушкін вступив до лав КПРС. У 1979 році його приймають до Спілки письменників СРСР.
Помер Ігор Іванович в новорічну ніч 1 січня 1993 року в Москві, на 64 році життя. Шанувальники й дослідники творчості Акимушкіна сперечаються про точну дату його смерті. Похований на Ніколо-Архангельському цвинтарі.

## Творчість
Уперше почав публікуватись у 1956 році.
Книжки Акимушкіна спрямовані на розвиток психіки дитини, знайомство з таїнами тваринного світу, виховання відповідальності за природу й людську діяльність в ній. Багато його праць були перекладені на інші мови і порівнювалися з творами інших натуралістів: Пришвіна, Біанкі, Даррелла, Брема та інших відомих авторів. У своїх книгах Акимушкін широко користувався зарубіжними науковими й науково-популярними джерелами, що не були перекладені в СРСР, завдяки чому багато фактів російськомовні читачі вперше дізнавалися саме з його книг.
Ігор Іванович написав близько 96 дитячих, художніх і науково-популярних творів про тваринний світ. Найвідоміші його роботи: «Стежкою легенд», «Світ тварин», «Сліди небачених звірів», «Примати моря», «Цікава біологія».

#### Світ тварин
Перше шеститомне видання з'явилося впродовж десяти років (1971—1981) у видавництві Молода гвардія, серія «Эврика». Червоною ниткою через всю збірку книг проходить тема відповідальності людини за долю тварин, за долю рідної планети. Видання розраховане на широкі кола читачів. Серія книг відрізнялась великою кількістю фотографій і незвичайним для свого часу дизайном. Сторінки з широкими білими полями, які прикрашали малюнки Блоха і Жутовського. Основний текст надрукований великим шрифтом, а цитати і додаткові відомості — шрифтом меншого регістру.
- Том 1. Мир животных. Рассказы об утконосе, ехидне, кенгуру, ежах, волках, лисах, медведях, леопардах, носорогах, гиппопотамах, газелях и многих других широко известных и редких млекопитающих. — М.: Молодая гвардия, 1971.  — У першій книзі розповідається про 7 рядів ссавців (клоачних, сумчастих, комахоїдних, шерстокрилів, хижих, непарнокопитних і парнокопитних).
- Том 2. Мир животных. Рассказы о зверях крылатых, бронированных, ластоногих, трубкозубых, зайцеобразных, китообразных и человекообразных. — М.: Молодая гвардия, 1971.  — Друга книга присвячена іншим 12 рядам класу ссавців: рукокрилим, приматам, неповнозубим, панголінам, зайцеподібним, гризунам, китоподібним, ластоногим, трубкозубам, даманам, сиренам і хоботним.
- Том 3. Мир животных. Рассказы о птицах. — М.: Молодая гвардия, 1973.  — Третя книга повністю присвячена всьому пташиному різноманіттю нашої планети.
- Том 4. Мир животных. Рассказы о змеях, крокодилах, черепахах, лягушках, рыбах. — М.: Молодая гвардия, 1974.  — Четверта книга розповідає про рибоподібних (міног і міксин), акул, скатів і химер; кісткових риб; земноводних і плазунів.
- Том 5. Мир животных. Рассказы о насекомых. — М.: Молодая гвардия, 1975.  — П'ята книга розповідає про дивовижний світ комах та інші класи членистоногих.
- Том 6. Мир животных. Рассказы о домашних животных. — М.: Молодая гвардия, 1981. — 238 с.  — У цій книзі зібрані розповіді про походження, господарське значення та продуктивність приручених людиною звірів, птахів, риб і комах. Йдеться й про деякі види диких тварин, які перебувають на шляху до одомашнення.

Чотиритомне видання 1988—1991 років:
- Том 1. Мир животных. Млекопитающие, или звери / И. И. Акимушкин. — 2-е изд., испр. и доп. — М.: Мысль, 1988. — 445 с.
- Том 2. Мир животных. Птицы, рыбы, земноводные и пресмыкающиеся / И. И. Акимушкин; Худож. А. Кузнецов. — 2-е изд., испр. и доп. — М.: Мысль, 1989. — 463 с.
- Том 3. Мир животных. Насекомые, пауки, домашние животные / И. И. Акимушкин; Худож. А. Кузнецов. — 2-е изд., испр. и доп. — М.: Мысль, 1990. — 463 с.
- Том 4. Мир животных. Беспозвоночные ископаемые животные / И. И. Акимушкин. — 2-е изд., испр. и доп. — М.: Мысль, 1991. — 383 с.

Чотиритомне видання 1998 року було доповнене відсутніми главами про неописані типи безхребетних. В оформленні книги були додані кольорові фото, проте малюнки Блоха і Жутовського з першого видання зникли.
- Том 1. Мир животных. Млекопитающие, или звери / И. И. Акимушкин; Худож. А. Кузнецов. — 4-е изд. — М.: Мысль, 1998. — 446 с.
- Том 2. Мир животных. Птицы, рыбы, земноводные и пресмыкающиеся / И. И. Акимушкин; Худож. А. Кузнецов. — 4-е изд. — М.: Мысль, 1998. — 463 с.
- Том 3. Мир животных. Насекомые, пауки, домашние животные / И. И. Акимушкин; Худож. А. Кузнецов. — 4-е изд. — М.: Мысль, 1998. — 463 с.
- Том 4. Мир животных. Беспозвоночные. Ископаемые животные / И. И. Акимушкин; Худож. А. Кузнецов. — 4-е изд. — М.: Мысль, 1998. — 383 с.

#### Інші
- Следы невиданных зверей. — М.: Географгиз, 1961, 1963.  — Книга легендарних, міфічних і реальних тварин, про розвиток криптозоології.
- Тропою легенд. — М.: Молодая гвардия, 1961, 1981, 1983.  — Розповідає про те, як легенди і переповіді про майже казкових і неймовірних тварин оберталися реальними відкриттями нових біологічних видів.
- Кто без крыльев летает. — М.: Детский мир, 1962, 1976, 1977, 1992. — Загадки тваринного світу.
- Головоногие моллюски морей СССР. — М.: Издательство АН СССР, 1963.
- Животные морские и речные. — . — М.: Детский мир, 1963
- Приматы моря. — М.: Географгиз, 1963, 1974.  — Книга, про дивовижний світ підводних мешканців — восьминогів, кальмарів і каракатиць, про їх спосіб життя, звички та біологію.
- И у крокодила есть друзья. — М.: Молодая гвардия, 1964.
- Открытие шестого чувства. — М.: Знание, 1964.
- Куда и как?. — М.: Мысль, 1965.  — Розповідає про орієнтацію тварин в просторі.
  - (англ.) Akimushkin I. I. Animal Travellers. — М.: Прогресс, 1978.
- Занимательная биология. — М.: Молодая гвардия, 1967, 1972.  — Книга в цікавій формі відповідає на багато питань зі світу життя, висвітлює несподівані відкриття в біології.
- Индрик-зверь. — М.: Малыш, 1968.
- По следам. — М.: Малыш, 1969.
- С утра до вечера. — М.: Детская литература, 1969. Книга про поведінку денних тварин, спосіб їхнього життя.
  - (укр.) З вечора до ранку. — К.: Веселка, 1979. — 128 с.
- Трагедия диких животных. — М.: Мысль, 1969.  — Одна з перших радянських науково-популярних книг, що підняла питання винищення тварин. Також вона висвітлює екологічни проблеми тварин, що зникають.
- Необыкновенные умельцы. — М.: Малыш, 1971.
- Это всё кошки. — М.: Малыш, 1971.
- Первопоселенцы суши. — М.: Мысль, 1972.  — Науково-популярна книга про павуків.
- Разные звери. — М.: Малыш, 1972.
  - (пол.) Akimushkin I. I. Różne zwierzęta. — М.: Прогресс, 1982.
- По следам. — М.: Малыш, 1973.
- С вечера до утра. — М.: Детская литература, 1974. Книга про поведінку нічних тварин, спосіб їхнього життя.
- Удивительные птицы. — М.: Малыш, 1975.
- Исчезающие животные. — М.: Знание, 1976.
  - (англ.) Akimushkin I. I. Rare animals. — М.: Прогресс, 1978.
  - (англ.) Akimushkin I. I. Rare animals. — М.: Радуга, 1989.
- Это всё собаки. — М.: Малыш, 1976.
  - (англ.) Akimushkin I. I. The dog family. — М.: Радуга, 1988.
- Это всё антилопы. — М.: Малыш, 1977.
- Животные-строители. — М.: Малыш, 1978.
- Когда крокодилы летали. — М.: Малыш, 1979.
- Чем кролик на зайца не похож. — М.: Малыш, 1981, 1987.
- На коне — через века. — М.: Детская литература, 1981.  — Про еволюцію та біологію коня, про його одомашнення і використання людиною в минулому і сьогоденні.
- Причуды природы. — М.: Мысль, 1981.  — Книга присвячена незвичайним і парадоксальним явищам у способах життя і звичках тварин.
- Исчезнувший мир. — М.: Молодая гвардия, 1982.  — Книга про розвитку тваринного світу на планеті Земля. Про перших хребетних тварин, про динозаврів, іхтіозаврів, про літаючих ящерів, археоптерикса, мамонтів і шерстистих носорогів, про приматів.
- В мире животных. — М.: Малыш, 1982.
- Природа-чудесница. — М.: Малыш, 1983, 1984, 1988, 1990.
- Жил-был ёжик. — М.: Малыш, 1984, 1986.
- Жила-была лисица. — М.: Малыш, 1985.
- Невидимые нити природы. — М.: Мысль, 1985.  — Розповідає про екологію.
- Попугаи. — М.: Малыш, 1985, 1987.
- Проблемы этологии. — М.: Молодая гвардия, 1985, 1985, 1986, 1988.  — Науково-популярна книга про поведінку різних тварин, про еволюцію такої поведінки.
- Жил-был бобр. — М.: Малыш, 1987.
- Жила-была белка. — М.: Малыш, 1988.
- Жил-был медведь. — М.: Малыш, 1989.
- Жил-был волк. — М.: Малыш, 1990.
- Самые самые… животные. — М.: Прогресс, 1994.

### Сценарист
Акимушкін писав сценарії для науково-популярного кіно. Поєднання фактів і захоплюючого художнього викладу знайшли жвавий відгук у глядачів. Найбільш успішні фільми за його сценаріями:
- 1966 — «До восьминога в гості» (рос. К осьминогу в гости) документальний;
- 1979 — «За слідом володаря» (рос. По следу властелина) — у співавторстві;
- 1979 — «Навіщо бабірусі ікла?» (рос. Зачем бабируссе клыки?) — документальний.

## Нагороди й відзнаки
- 1971 — лауреат премії Всесоюзного товариства «Знання».

## Вшанування пам'яті
На честь Ігоря Акимушкіна названий один вид кальмарів Cycloteuthis akimushkini, що був описаний у 1968 році.